# Поезд на Сурхарбан
«Поезд на Сурхарбан» — пятый студийный альбом певца Олега Медведева. Записан в феврале 2007 года в Екатеринбурге на студии культурного центра «Солдаты России». Альбом состоит из 21 песни.

## Состав
В записи приняли участие:
- Олег Медведев (Иркутск) — автор всех песен, вокал, гитара
- Роман Филиппов (Москва) — соло-гитара
- Анастасия Шашкова Лиса (Екатеринбург) — скрипка
- Иван Чив Чудиновских — звукорежиссёр, сведение
- Александр Кулаев — техническое обеспечение
- Сергей Ивкин, Светлана Кругликова — дизайн обложки
- Юрий Дорохов — координация проекта

## Список композиций
1. «Сердце змеи»
2. «Миклухо-Маклай»
3. «Отпуск»
4. «Идиотский марш»
5. «Корабельный кот»
6. «Несмеянин день»
7. «Кайнозой»
8. «У бриллиантовой реки»
9. «Слева по борту рай»
10. «Полшага до песни»
11. «Ирокез»
12. «Сказочные деньки»
13. «Вышли все мои сроки»
14. «Здравствуй, казак»
15. «Странная сказка»
16. «Красные сапоги»
17. «Поезд на Сурхарбан»
18. «Праздник»
19. «Пятьсот весёлый»
20. «Форнит»
21. «Песня скитайского словаря»

## Презентация
[значимость факта?]
Презентация альбома в Екатеринбурге:
- 4 марта — Дом Музыки (концерт с участием скрипачки Анастасии Шашковой и гитариста Романа Филиппова)

Презентация альбома в Москве:
- 20 марта — Центральный дом художника (концерт с участием гитариста Романа Филиппова)
- 22 марта — клуб «Археология»